# Tadeusz Jaroszyński (literat)
Tadeusz Ewaryst Jaroszyński (ur. 9 grudnia 1862 w Wólce Dobryńskiej, zm. 20 lipca 1917 w Warszawie) – polski pisarz, recenzent teatralny, rysownik.

## Życiorys
Uczęszczał do gimnazjum we Lwowie i Piotrkowie, kształcił się w Warszawskiej Szkole Rysunkowej w latach 1883-1884, następnie do 1892 przebywał w Paryżu, na studiach malarskich. Był członkiem Gminy Narodowo-Socjalistycznej i współpracownikiem „Pobudki”. Członek Gminy Narodowo-Socjalistycznej w 1888. W 1890 debiutował jednoaktówką W szynkownie, ogłoszoną w „Życiu”. Po powrocie do kraju zamieszkał w Warszawie i pracował jako rysownik i ilustrator m.in.: „Tygodnika Ilustrowanego” i „Wędrowca”. Był zarazem kierownikiem artystycznym w Kole Miłośników Sceny. Pisywał i ogłaszał artykuły z historii sztuki, recenzje teatralne, felietony, opowiadania i powieści. Od 1896 zamieszczał w „Głosie” i „Gazecie Polskiej” recenzje z wystaw malarskich i artykuły z dziedziny plastyki. Od 1900 współpracował jako recenzent teatralny i nowelista z "Tygodnikiem Ilustrowanym", a od 1902 z „Kurierem Codziennym” i „Wędrowcem”. W styczniu 1908 został uwięziony na dwa tygodnie za brak zezwolenia policji na odczyt o Grottgerze. W 1913 redagował tygodnik „Wieś i Dwór” i przez parę lat kierował działem plastycznym tego pisma oraz „Kłosów”. Należał do Towarzystwa Literatów i Dziennikarzy Polskich w Warszawie.

## Twórczość
- Ścigana. Sztuka w 4 a. Wyst. Wwa, Łódź 1899, Pozn. 1900. Niedruk.
- Rabuś. Dramat w 4 a. Wyst. Wwa, Pozn., Łódź 1900. Niedruk.
- Chimera. Powieść z życia artystów. Petersburg, 1903. Warszawa, 1905.
- Dla nich. Powieść. Warszawa, 1904.
- Różni ludzie. Opowiadania. Warszawa, 1908.
- Doktor Tomasz. Powieść. Warszawa, 1907.
- Sąsiadka. Komedia w 3 a. Wystawiana w Warszawie, Lwowie, Łodzi (1909), Wilnie, Krakowie (1910). Wyd. Warszawa, 1910.
- Wieża z kości słoniowej. Powieść. Warszawa, 1909.
- Dobra krew. Powieść. Wwa 1911.
- Narodziny dziedzica. Opowiadania. Warszawa, 1911.
- Oko za oko. Opowiadania. Warszawa, 1912.
- za wieku starego. Powieść Warszawa, 1913.
- Wieczny płomień. Powieść. Warszawa, 1914.
- Zmora. Nowele. Warszawa, 1914.
- Konspiratorka. Warszawa, 1916.
- Przekupnie. Powieść. Warszawa, 1917.